# Henriette Akaba
Henriette Akaba (Yaoundé, 7 giugno 1992) è una calciatrice camerunese, attaccante del FK Minsk e della nazionale camerunese.

## Carriera

### Club

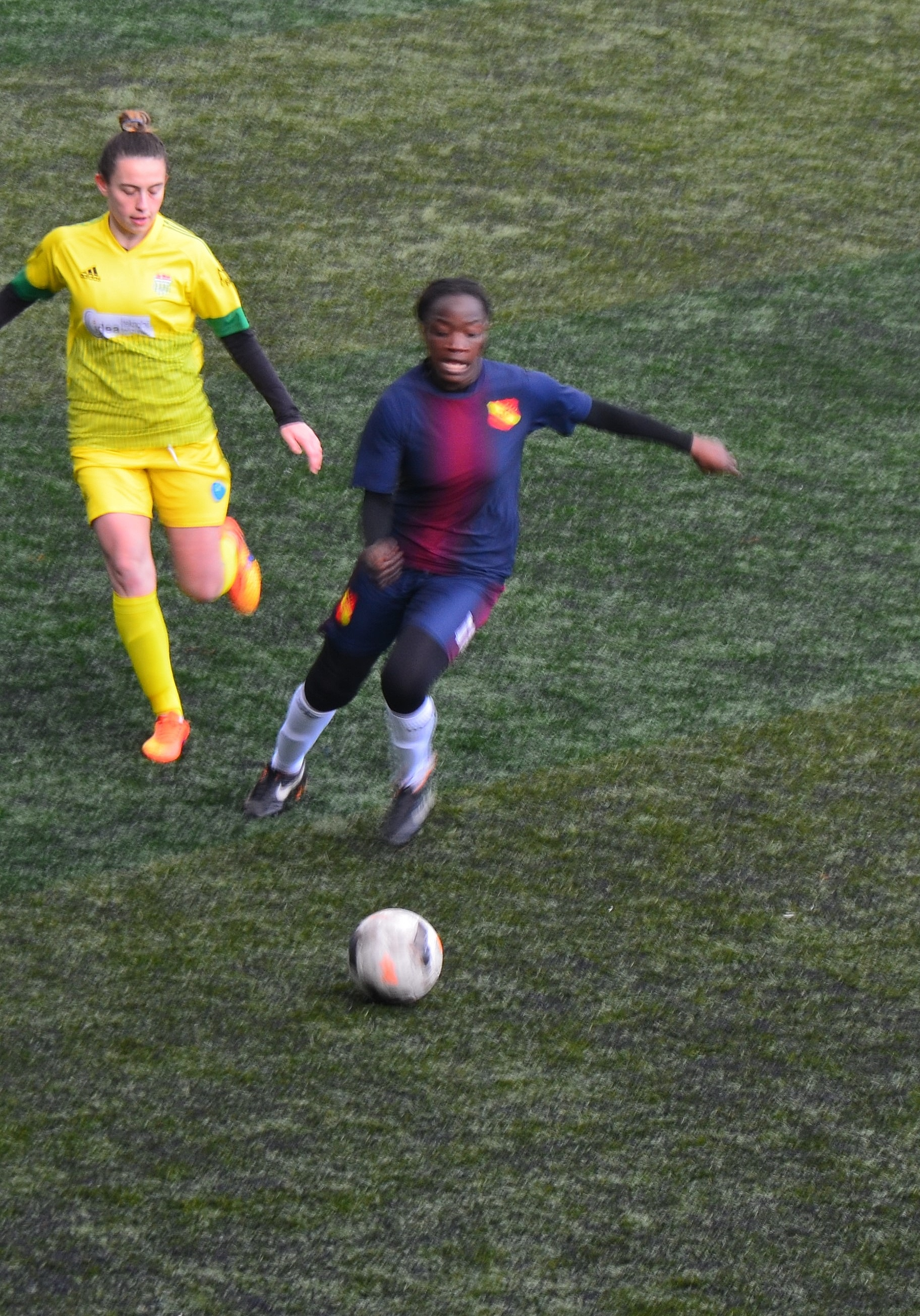
Henriette Akaba con la maglia del Trabzon İdmanocagı nella stagione 2015–2016 contro lo Kireçburnu Spor.

Akabe si trasferì nel Trabzon İdmanocagı il 4 dicembre 2015. Ha segnato il suo primo gol due giorni dopo contro il Kireçburnu Spor in una vittoria per 2 a 0.

### Nazionale
Henriette Akaba  gioca nell'edizione 2012 della Coppa delle Nazioni Africane femminile, in cui la nazionale arriva al terzo posto, grazie alla vittoria per 1-0 sulla Nigeria nella finale per il terzo posto, e ottenendo la finale nel 2014 avvenuta grazie alla sconfitta per 2-0 contro la Nigeria garantirà a lei e alle sue compagne la storica qualificazione alla fase finale di un campionato mondiale femminile di calcio all'edizione di Canada 2015.
Viene inserita nella rosa della Nazionale in partenza per il Campionato mondiale femminile di calcio 2015 che si gioca in Canada. In questa edizione dopo aver superato il girone eliminatorio con sei punti; frutto di due vittorie e una sconfitta, viene eliminata agli ottavi di finale dalla Nazionale di calcio femminile della Cina con il risultato di 1 a 0 a favore delle asiatiche.
Nel 2016 partecipa alla Coppa delle Nazioni Africane femminile in cui la sua nazionale era qualificata di diritto essendone l'organizzatrice. Il Camerun arriverà fino in finale dove però viene sconfitta dalla nazionale Nigeriana per 1 a 0.